# Ángel Montes de Oca
Ángel Enmanuel Montes de Oca Genao (San Juan de la Maguana, 18 febbraio 2003) è un calciatore dominicano, centrocampista del Cibao.

## Carriera

### Club
Montes de Oca è cresciuto nel settore giovanile del Cibao ed ha debuttato in prima squadra nel 2022.

### Nazionale
Nel maggio del 2023 con la nazionale dominicana Under-20 ha partecipato al Mondiale Under-20, disputando tre incontri nella fase a gironi. Ha inoltre giocato anche nelle nazionali giovanili dominicane Under-17 ed Under-23.
Nel 2024 è stato convocato dalla nazionale olimpica dominicana per partecipare ai Giochi della XXXIII Olimpiade.
Nel 2025 ha partecipato alla CONCACAF Gold Cup.

## Palmarès

### Club

#### Competizioni nazionali
- Campionato dominicano: 3

Cibao: 2022, 2023, 2024